# John Shrapnel
John Morley Shrapnel (Birmingham, 27 aprile 1942 – Londra, 14 febbraio 2020) è stato un attore britannico, attivo in campo cinematografico, televisivo e teatrale.

## Biografia
Apparve nei film Notting Hill (1999) con Julia Roberts e Hugh Grant e Il gladiatore (2000) di Ridley Scott, nelle vesti di un senatore romano.
Sposato con Francesca Anne Bartley, ebbe tre figli: Joe (1976), sceneggiatore, Lex (1978), attore e Tom (1981), regista.
Morì a causa di una lunga malattia il 14 febbraio 2020.

## Filmografia parziale

### Cinema
- Nicola e Alessandra (Nicholas and Alexandra), regia di Franklin J. Schaffner (1971)
- La carica dei 101 - Questa volta la magia è vera (101 Dalmatians), regia di Stephen Herek (1996)
- Notting Hill, regia di Roger Michell (1999)
- Il gladiatore (Gladiator), regia di Ridley Scott (2000)
- The Body, regia di Jonas McCord (2001)
- Alone - Riesci a sentire la paura? (Alone) regia di Phil Claydon (2002)
- K-19, regia di Kathryn Bigelow (2002)
- Whistle, regia di Duncan Jones (2002) - Cortometraggio
- Troy, regia di Wolfgang Petersen (2004)
- Shadow of the Sword - La leggenda del carnefice (The Headsman), regia di Simon Aeby (2005)
- Alien Autopsy, regia di Jonny Campbell (2006)
- Riflessi di paura (Mirrors), regia di Alexandre Aja (2008)
- La duchessa (The Duchess), regia di Saul Dibb (2008)
- 1921 - Il mistero di Rookford (The Awakening), regia di Nick Murphy (2011)

### Televisione
- Elisabetta Regina (Elizabeth R) – miniserie TV (1971)
- Spazio 1999 (Space: 1999) – serie TV, episodio 1x14 (1976)
- 'R': Rembrandt, regia di Ken McMullen (1992) – cortometraggio TV
- Delitto di stato (Fatherland), regia di Christopher Menaul (1994) – film TV
- L'ispettore Barnaby (Midsomer Murders) – serie TV, episodio 1x02 (1998)
- Maria, madre di Gesù (Mary, Mother of Jesus), regia di Kevin Connor (1999) – film TV
- Merlin – serie TV, un episodio (2012)
- King Charles III, regia di Rupert Goold (2017) – film TV

## Doppiatori italiani
Nelle versioni in italiano delle opere in cui ha recitato, John Shrapnel è stato doppiato da:
- Gianni Musy in Spazio 1999
- Saverio Moriones in Timone d'Atene
- Oreste Rizzini in Troilo e Cressida
- Paolo Ferrari in Re Lear
- Giancarlo Prete in Delitto di stato
- Ennio Coltorti in Notting Hill
- Vittorio Congia in Maria, madre di Gesù
- Carlo Sabatini ne Il gladiatore
- Pietro Biondi in The Body
- Sergio Graziani in K-19
- Renato Cortesi in Troy
- Luciano De Ambrosis in Alien Autopsy
- Bruno Alessandro in Riflessi di paura
- Dario Penne in 1921 - Il mistero di Rookford
- Christian Iansante in Timone d'Atene (ridoppiaggio)
- Giuseppe Pambieri in Re Lear (ridoppiaggio)